# Олимпијски тим избеглицa на Летњим олимпијским играма 2024.
Олимпијски тим избеглица ( фр. Équipe olympique des réfugiés, ЕОР) је учествовао на Летњим олимпијским играма 2024. у Паризу. Избеглички олимпијски тим на Летњим олимпијским играма 2024. броји 37 спортиста из 11 земаља који се такмиче у 12 спортова, а 14 од 37 спортиста су Иранци.

## Освајачи медаља
Синди Нгамба је освојила бронзану медаљу, поставши прва олимпијка која је освојила медаљу за избеглички олимпијски тим на Олимпијским играма .
| Медаља | Олимпијац    | Спорт                                   | Дисциплина |
| ------ | ------------ | --------------------------------------- | ---------- |
| Бронза | Синди Нгамба | Бокс на Летњим олимпијским играма 2024. | Жене 75 кг |

## Учесници по спортовима
| Спорт         | Мушкарци | Жене | Укупно |
| ------------- | -------- | ---- | ------ |
| Атлетика      | 6        | 2    | 8      |
| Бадминтон     | 0        | 1    | 1      |
| Бициклизам    | 1        | 1    | 2      |
| Бокс          | 1        | 1    | 2      |
| Брејк денс    | 0        | 1    | 1      |
| Дизање тегова | 1        | 1    | 2      |
| Кану          | 3        | 1    | 4      |
| Пливање       | 2        | 0    | 2      |
| Рвање         | 2        | 0    | 2      |
| Стрељаштво    | 1        | 1    | 2      |
| Теквондо      | 4        | 1    | 5      |
| Џудо          | 3        | 3    | 6      |
| 12 спортова   | 24       | 13   | 37     |